# 刘子驹
刘子驹（前2世纪—前2世纪），又称刘驹，西汉宗室，为吴王刘濞的儿子。汉景帝前元三年（前154年），刘濞发动七国之乱，不久兵败，投奔东瓯。汉朝朝廷派密使游说东瓯王杀刘濞以赎窝藏之罪，于是东瓯王之弟“夷乌将军”在劳军之时杀死刘濞。刘子驹逃到闽越，因为怨恨东瓯杀死其父，经常劝说闽越攻打东瓯。终于，在西汉建元三年（前138年），闽越出兵攻打东瓯；东瓯向汉朝求来援兵后，闽越退兵；东瓯担心闽越再来攻打，向汉朝请求举国内迁，于是东瓯军民4万余人被汉朝安置在庐江郡，东瓯灭亡。